# Europamästerskapet i korfball
Europamästerskapet i korfball är en internationell korfballtävling mellan europeiska landslag från medlemmar av International Korfball Federation (IKF), sportens styrande organ. Mästerskapet spelades vart fjärde år sedan 1998 fram till 2014, då upplägget lades om och mästerskapet började spelas vartannat år istället. De nuvarande mästarna är Nederländerna som vunnit alla mästerskap.

## Mästerskap
| År   | Värdnation    | Final         | Final    | Final    | Match om tredjepris | Match om tredjepris | Match om tredjepris |
| År   | Värdnation    | Vinnare       | Resultat | Tvåa     | Trea                | Resultat            | Fyra                |
| ---- | ------------- | ------------- | -------- | -------- | ------------------- | ------------------- | ------------------- |
| 1998 | Portugal      | Nederländerna | 26 – 13  | Belgien  | Portugal            | 16 – 13             | Portugal            |
| 2002 | Katalonien    | Nederländerna | 15 – 90  | Tjeckien | Belgien             | 29 – 90             | Tyskland            |
| 2006 | Ungern        | Nederländerna | 25 – 14  | Belgien  | Tjeckien            | 16 – 15             | Tyskland            |
| 2010 | Nederländerna | Nederländerna | 25 – 21  | Belgien  | Tjeckien            | 18 – 11             | Tyskland            |
| 2014 | Portugal      | Nederländerna | 32 – 20  | Belgien  | Portugal            | 22 – 14             | England             |
| 2016 | Nederländerna | Nederländerna | 27 – 14  | Belgien  | Katalonien          | 16 – 12             | Portugal            |
| 2018 | Nederländerna | Nederländerna | 21 – 8   | Tyskland | Portugal            | 20 – 19             | Belgien             |
| 2021 | Belgien       | Nederländerna | 21 – 17  | Belgien  | Tyskland            | 13 – 11             | England             |
| 2024 | Katalonien    | Nederländerna | 21 – 15  | Belgien  | Tyskland            | 18 – 13             | Katalonien          |